# جيمس في
جيمس في (بالإنجليزية: James Fee)‏ هو مصور أمريكي، ولد في 1949، وتوفي في 4 سبتمبر 2006 بسبب التهاب كبدي وسرطان الكبد.